# Leano (Vorname)
Leano ist ein männlicher Vorname.

## Herkunft und Bedeutung
Beim Namen Leano handelt es sich um eine männliche Variante vom Namen Leana.

## Verbreitung
Der Name Leano stieg in der Schweiz im Jahr 2014 in die Top-100 der Vornamenscharts auf. Dort gewann er weiter an Popularität und erreichte im Jahr 2022 erstmals die Top-10 der Hitliste.
In Deutschland wird Leano seit den 2010er Jahren vergeben und stieg rasch in den Vornamenscharts auf. Seit 2022 zählt er zu den 100 beliebtesten Jungennamen des Landes. Im Jahr 2023 belegte Leano Rang 49 der Hitliste.

## Varianten
Die weiblichen Varianten des Namens lauten Leana bzw. Léana.
Für weitere Varianten: siehe Lea#Varianten und Helene#Varianten